# Madaria
Madaria es un concejo del municipio de Ayala, en la provincia de Álava. 

## Localización
El pueblo de Madaria está situado a los pies del pico de Ungino, al norte de la Sierra de Salbada. Limita con Salmantón y Menoyo al norte; con Maroño y Aguíñiga por el este; y con Salmantón por el oeste. 

## Geografía
Sus escasos caseríos se sitúan a un lado y a otro del camino procedente de Maroño, en pendiente ascendiente según avanzamos hacia el oeste. Quizá se podría distinguir dos barrios: Obaldia, en la entrada del pueblo y donde estuvo el primitivo monasterio medieval, y Txabarri, las últimas casas antes de internarse en las faldas de la Sierra y en el antiguo camino que a los pies de ésta circulaba, y que pasaba cerca del concejo. Incluso, podríamos separar las dos casas que se sitúan entre ambos barrios.

## Historia
A lo largo de la historia, el concejo ha sido conocido como Obaldia. En el año 864, el Conde Diego Porcellos donaba a San Millán de la Cogolla varios monasterios y heredades en Ayala y el valle de Mena. En este documento, entre otros pueblos ayaleses, figuraba Obaldia. Más tarde, en el año 1095, aparece citado en el Convenio que habitantes ayaleses firman con el obispo de Calahorra, Pedro de Nazar.
En 1114, Diego López de Lejarzo dona al monasterio de San Millán la iglesia o monasterio de Santa Cecilia y San Clemente de Obaldia, junto con sus heredades. Entre los que firman como testigos, se encuentra Sancho García de Obaldia. 
También tenemos la noticia poco posterior en la que el rey Alfonso VII de Castilla dona la “villa de Gavinea” (Gabiña) al abad de San Clemente, Álvaro, para que a su vez la de a San Millán. Dicha villa estaba situada en algún lugar de la Junta de Ruzábal, algunos señalan que entre Lendoño de Abajo y Belandia, y otros entre ambos Lendoños, donde existe un topónimo llamado “Gabiña”.
De esta manera, la iglesia de Obaldia, posteriormente Madaria, quedó ligada a San Millán, cuyos monjes la servían. En 1830, aún figuraba como “Iglesia Parroquial Monasterial de San Clemente de Obaldia, Nullius Dioeceis”. Unos años después, tras la enclaustración, se incorporó al régimen diocesano, y fue servida por curas de Maroño y Salmantón.

## Organización política
En el ámbito político, Madaria estuvo integrado en la Cuadrilla de La Sopeña, una de las cinco cuadrillas que integraban la Tierra de Ayala y que se reunían en el campo y mesa de Zaraobe. En 1841, al crearse los Ayuntamientos, Madaria quedará incorporado al Ayuntamiento de Ayala.

## Demografía
| Gráfica de evolución demográfica de Madaria entre 2000 y 2017 |
|                                                               |
| Población de derecho según los censos de población del INE.   |